# Spoorlijn Marseille-Saint-Charles - Ventimiglia (grens)
De spoorlijn Marseille - Ventimiglia (Frans: Ligne Marseille-Vintimille) is een van de belangrijkste spoorlijnen in Zuidoost-Frankrijk. De spoorlijn loopt van station Saint-Charles in het stadscentrum van Marseille naar Ventimiglia na de Italiaanse grens, via Toulon en Nice, vlak langs de kust van de Franse riviera, de Côte d'Azur, ook door Monaco.

## Bouw
Op 20 oktober 1858 werd het eerste deel van de spoorlijn geopend, namelijk tussen Marseille en Aubagne. De rest van het traject:
- Op 3 mei 1859, opening van de lijn tussen Aubagne en Toulon;
- Op 1 september 1862, opening van de lijn tussen Toulon en Les Arcs;
- Op 10 april 1863, opening van de lijn tussen Les Arcs en Cagnes-Vence (Cannes);
- Op 18 oktober 1864, opening van de lijn tussen Cagnes-sur-Mer (Cannes) en Nice;
- Op 9 oktober 1868, opening van de lijn tussen Nice en van Monaco;
- Op 6 december 1869, opening van de lijn tussen Monaco en Menton;
- Op 18 maart 1872, opening van de lijn tussen Menton en Ventimiglia.

De spoorlijn is gebouwd door de spoorwegonderneming Compagnie des chemins de fer de Paris à Lyon et à la Méditerranée (PLM).
Tussen 1964 en 1999 is de spoorlijn in Monaco in drie fases naar een tunnel verlegd. Hierdoor kreeg Monaco meer ruimte voor bebouwing. Het nieuwe ondergrondse station is in 1999 geopend. In de jaren 1965 tot 1969 is de gehele spoorlijn geëlektrificeerd.

## Beheer
Het beheer van de spoorlijn is in handen van het railinfrabedrijf Réseau Ferré de France (RFF).

## Exploitatie
De SNCF gebruikt de lijn voor treindiensten van TGV inOui en Ouigo (Grande Vitesse) en een nachttrein van Intercités de nuit.
Regionale TER-treindiensten in opdracht van de regio Provence-Alpes-Côte d'Azur worden tot juni 2025 gereden door de SNCF en daarna door Transdev.
Omdat de lijn intensief wordt gebruikt en TGV-diensten niet 300 km/u tot Nice kunnen rijden, moet er een nieuwe Ligne à Grande Vitesse (de LGV Provence-Alpes-Côte d'Azur, tussen Marseille en Nice, een verlenging van de LGV Méditerranée) tussen 2025 en 2030 worden aangelegd. De huidige lijn zal daarna vaker kunnen worden gereden door TER-diensten, die op alle tussenstations stoppen; ook zal de lijn rond 2030 het ERTMS-systeem toegevoegd krijgen.

## Afbeeldingen

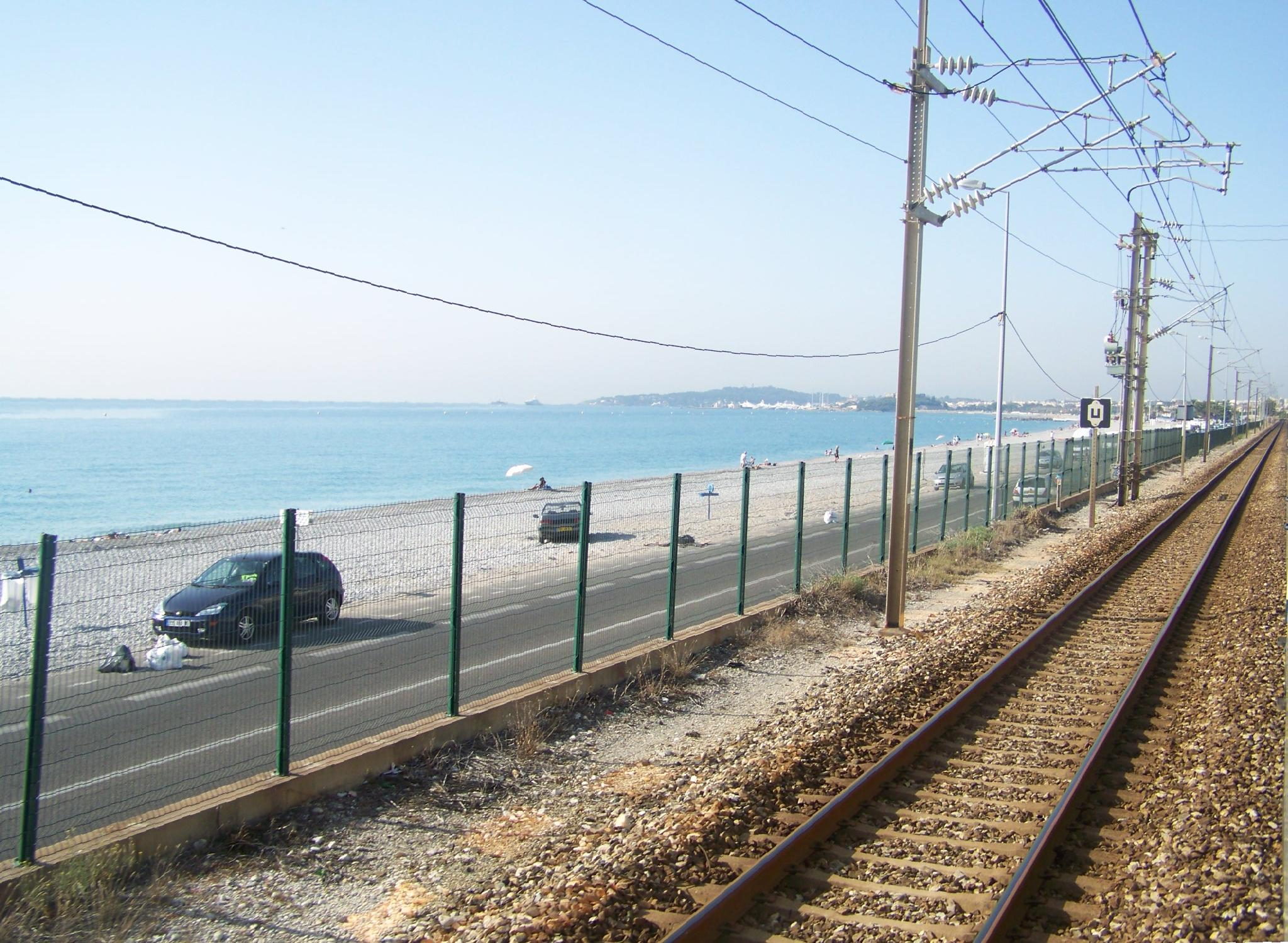
Gezicht op de spoorlijn vanaf Cagnes-sur-Mer in de richting Antibes met links de Middellandse Zee (2009).
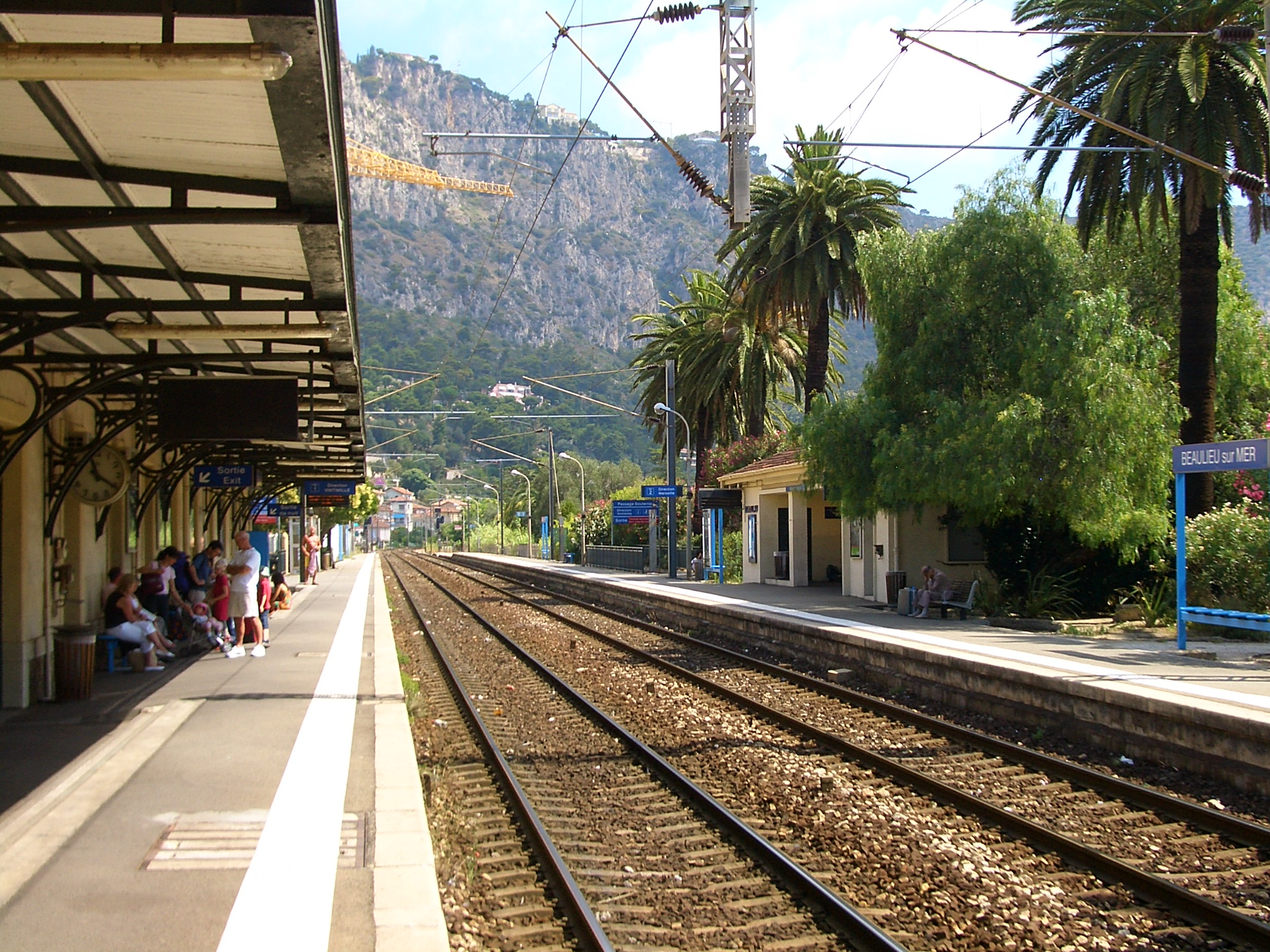
Station Beaulieu-sur-Mer
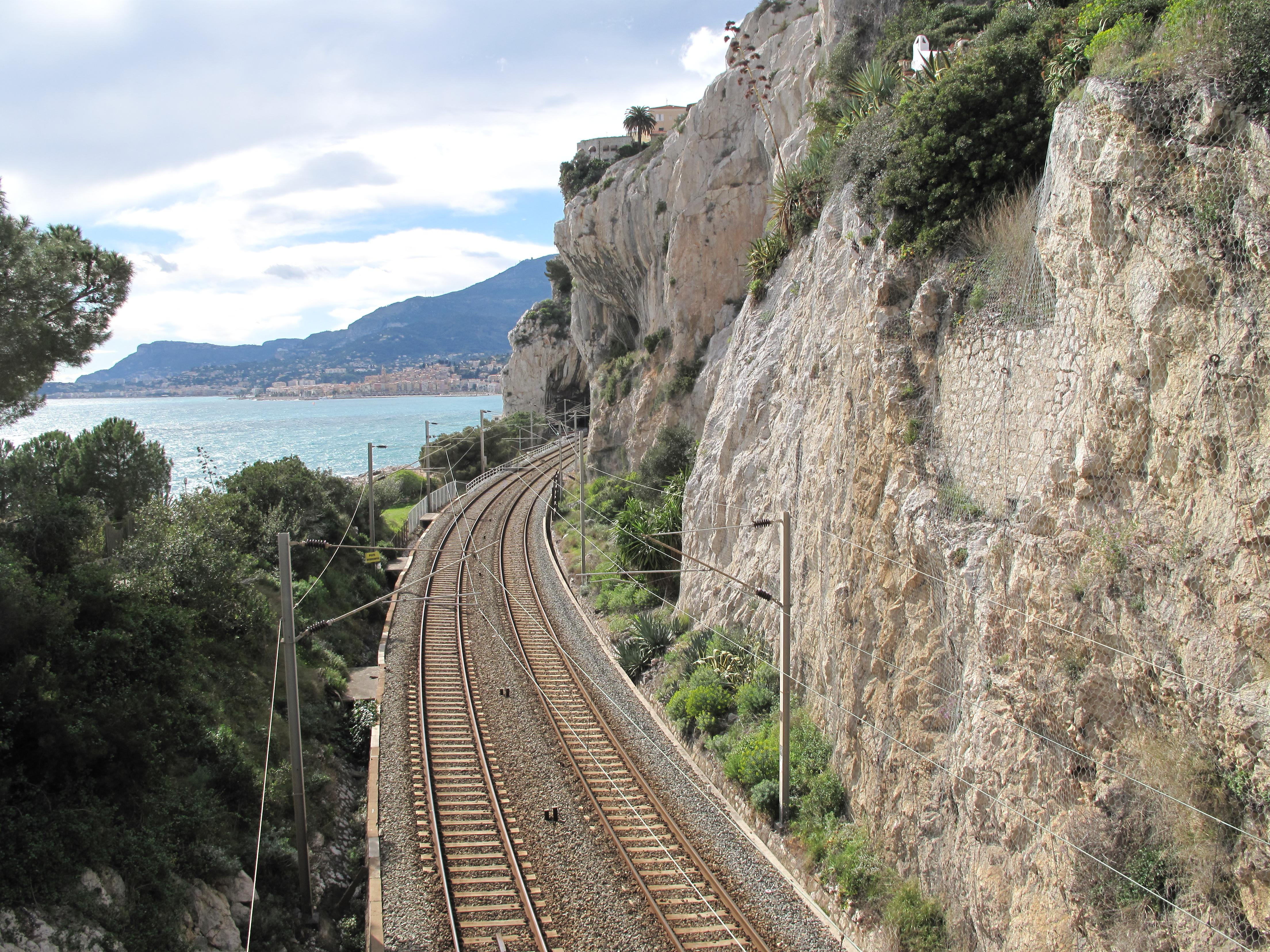
De spoorlijn in Italië met Menton in zicht